# Borgo a Mozzano
Borgo a Mozzano est une commune de la province de Lucques dans la région Toscane en Italie.

## Histoire
Du Xe siècle au XIIIe siècle, Borgo a Mozzano et plusieurs des villages qui aujourd'hui composent le territoire de la commune furent des seigneuries appartenant à la famille des Cunimondinghi puis des Suffredinghi.

## Culture locale et patrimoine
- Pont de la Madeleine : pont médiéval

## Administration
| Période                                  | Période  | Identité        | Étiquette | Qualité |
| ---------------------------------------- | -------- | --------------- | --------- | ------- |
| 14 juin 2004                             | En cours | Francesco Poggi |           |         |
| Les données manquantes sont à compléter. |          |                 |           |         |

### Hameaux
Anchiano, Cerreto, Chifenti, Corsagna, Cune, Dezza, Diecimo, Domazzano, Gioviano, Motrone, Oneta, Partigliano, Piano della Rocca, Rocca, San Romano, Tempagnano, Valdottavo

### Communes limitrophes
Bagni di Lucca, Capannori, Coreglia Antelminelli, Fabbriche di Vallico, Gallicano, Lucca Sicula, Pescaglia, Villa Basilica

## Jumelages
- Martorell (Espagne)
- Ålesund (Norvège)